# Eunosto
Nella mitologia greca,  Eunosto  era il nome del figlio di Elieo di Tanagra.

## Nella mitologia
Eunosto era amato da Ocna, una ragazza della sua stessa città, ma non contraccambiava l'affetto. Il ragazzo fu vittima della furia vendicativa della ragazza che non accettando l'idea del rifiuto creò ad arte la storia di una tentata violenza da parte di Eunosto ai danni della ragazza.
L'uomo non poté ribattere la sua innocenza contro i fratelli infuriati della donna, Bucolo, Leonte ed Echemo (o Ochemo a seconda delle fonti). Il padre di Eunosto in parte ottenne vendetta.